# 徐嘉禾
徐嘉禾，直隶天津人，清朝政治人物。
鄉試中舉。光绪十一年（1885年）至光绪十三年（1887年），擔任利川知县。